# Гута-Логановская
Гута-Логановская (укр. Гута-Логанівська) — село на Украине, находится в Малинском районе Житомирской области.
Код КОАТУУ — 1823480807. Население по переписи 2001 года составляет 192 человека. Почтовый индекс — 11600. Телефонный код — 4133. Занимает площадь 1,254 км².

## Адрес местного совета
11651, Житомирская область, Малинский р-н, с. Горынь